# Pyrophleps cruentata
Pyrophleps cruentata is een vlinder uit de familie wespvlinders (Sesiidae), onderfamilie Sesiinae.
Pyrophleps cruentata is voor het eerst wetenschappelijk beschreven door Swinhoe in 1896. De soort komt voor in het Oriëntaals gebied.